# Critarquia
Critarquia é uma forma de governo de juízes (em hebraico:  שופטים, shoftim) às vezes também descrita como uma forma de anarquismo jurídico. Existiram alguns exemplos históricos no decorrer da história da civilização, como na confederação tribal da antiga Israel durante o período de tempo descrito no Livro de Juízes, após a conquista de Canaã por Josué e antes do reinado de Saul. A Irlanda também viveu este modelo político durante o período que compreende os séculos V a.C. ao século XVI d.C. sob a Lei Brehon, sendo os Brehons, a classe de juízes druidas. O autor David Friedman aponta a Comunidade da Islândia medieval como um outro exemplo de Critarquia, dos séculos IX ao XIII, assim como também a  República de Cospaia (existente entre os séculos XIV ao XIX). Por ser composta pelas palavras gregas κριτής, krites ("juiz") e ἄρχω, árkhō ("governo") o seu uso tem se expandido para representar governos de juízes ou anarquias jurídicas também em um sentido moderno, como no caso da Somália, governado por juízes com a tradicional lei policêntrica do Xeer e ao Conselho Supremo das Cortes Islâmicas.[carece de fontes?] Tanto a Confederação Tribal da antiga Israel, Irlanda, Islândia e a República de Cospaia passaram séculos sob um sistema de Common Law onde as leis e julgamentos não eram impostos coercitivamente, mas ainda assim, eram majoritariamente respeitados por suas respectivas comunidades. 